# George William Russell (10e duc de Bedford)
Pour les articles homonymes, voir George Russell et William Russell.
George William Francis Sackville Russell, 10e duc de Bedford (16 avril 1852 – 23 mars 1893) est un homme politique britannique. Il est le fils de Francis Russell (9e duc de Bedford).

## Biographie
Russell est diplômé de Balliol College, Oxford, en 1874, avec un Baccalauréat ès Arts (B. A.) et est admis à la lincoln's Inn, en tant que barrister.
Le 24 octobre 1876, il épouse Adeline Marie Somers, fille de Charles Somers-Cocks. Ils n'ont pas d'enfants, mais il est connu qu'il a au moins un enfant illégitime, une fille indienne. Elle vit avec son père jusqu'à sa mort et est ensuite envoyé vivre avec son oncle, Herbrand Russell, et sa famille. Elle vit sur le domaine jusqu'à ce qu'elle soit mariée.
Russell est député Libéral pour le Bedfordshire entre 1875 et 1885, avant que la circonscription ne soit supprimée. Il est Shérif de Bedfordshire en 1889, et est plus tard sous Lieutenant du comté.
En 1891, Russell hérite du titre de Duc de Bedford, avec l'Abbaye de Woburn et de plusieurs autres domaines qui allait avec, notamment des Chenies, Buckinghamshire, et une zone centrale de Londres autour de Bedford Square.
En 1893, à l'âge de quarante ans, il meurt de diabète, au numéro 37, Chesham Place, à Londres, et est enterré dans la Chapelle Bedford à l'Église Saint-Michel à Chenies. Ses titres et propriétés sont repris par son frère cadet Herbrand Russell (11e duc de Bedford).